# 瑞士的中立
瑞士的中立是瑞士外交政策的主要原则之一，即瑞士不會卷入其他国家之间的武装冲突或地域紛爭。 
自从1815年《巴黎條約》簽署以来，瑞士一直保持中立國地位，而且此後瑞士的確没有参加过对外战争，该国只有在1847年发生过内战，即独立联盟战争。
此外瑞士直到2002年才加入联合国。
2022年，時任瑞士總統伊尼亚齐奥·卡西斯表示，瑞士不會参与战争；瑞士會开展国际合作，但不加入任何军事联盟；瑞士不會派兵支援其他國家，也不會向交战各方提供武器。 